# Kamila Skolimowska
Kamila Skolimowska (Varsavia, 4 novembre 1982 – Vila Real de Santo António, 18 febbraio 2009) è stata una martellista polacca.
Era nota per aver vinto la medaglia d'oro nel lancio del martello femminile ai Giochi della XXVII Olimpiade, oltre alla medaglia d'argento e di bronzo conquistate ai Campionati europei di atletica leggera. Il suo record personale (record anche tra gli atleti polacchi) era un lancio di 76,83 metri, realizzato nel maggio 2007 a Doha, in Qatar.
Il 18 febbraio 2009 è deceduta mentre era in ritiro con la squadra nazionale a Vila Real de Santo António, Distretto di Faro, in Portogallo.

## Carriera

### Prime esperienze
Figlia del sollevatore di pesi Robert Skolimowski, Kamila Skolimowska ottenne i primi risultati a 15 anni, vincendo la gara di lancio del martello femminile ai Campionati europei giovanili nel 1997, proprio quando tale disciplina fu introdotta per la prima volta nella manifestazione. In quell'anno il suo record personale era di 63,48 metri, poi migliorato a 66,62 nel 1999. Giunse poi settima ai Campionati europei del 1998, vinse ai Campionati mondiali giovanili del 1999 e finì ventunesima a quelli mondiali dello stesso anno.

### Campionessa olimpica
Alle Olimpiadi del 2000 di Sydney, conquistò la medaglia d'oro nel lancio del martello, con un nuovo record personale di 71,16 metri. Grazie a quella vittoria diventò, all'età di 17 anni e 331 giorni, la più giovane campionessa olimpica di lancio del martello. Essendo anche la prima edizione olimpica in cui vennero organizzate le gare di lancio del martello riservate alle donne, stabilì anche un record olimpico, rimasto imbattuto per quattro anni. Per il risultato conseguito fu insignita della Croce d'Oro al Merito polacca.

### Dopo la medaglia d'oro
Nell'agosto 2001, l'atleta polacca arrivò quarta ai Campionati del mondo di atletica leggera ad Edmonton, con un lancio di 68,05 metri. Un mese più tardi migliorò il record personale a 71,71 metri, che le permise di vincere la finale del Grand Prix IAAF a Melbourne. Nel giugno 2002 raggiunse il record di 72,60 a Bydgoszcz, mentre ad agosto ottenne la sua prima medaglia dopo la vittoria olimpica ai Campionati del mondo di atletica leggera di Monaco di Baviera: con un lancio di 72,46 metri vinse la medaglia d'argento, alle spalle di Olga Kuzenkova. Alla fine della stagione finì quinta nella Coppa del Mondo d'atletica IAAF.
Nel 2003 arrivò ottava sia ai Campionati mondiali sia alle Finali mondiali d'atletica. Nella gara finale di lancio del martello femminile alle Olimpiadi del 2004 ad Atene registrò un record personale di 72,57 metri, piazzandosi al 5º posto. Terminò quinta anche alle Finali mondiali d'atletica del 2004.

### Nuovi record
Nel luglio 2005 migliorò a Madrid il suo record nazionale a 74,27 metri. Un mese più tardi vinse la medaglia d'oro all'Universiade di Smirne, quattro giorni dopo aver concluso al 7º posto i Campionati del mondo di atletica leggera. Alle Finali mondiali d'atletica del 2005 finì seconda. Nel settembre 2006 perfezionò nuovamente il suo record nazionale, con un lancio di 75,29 metri in Coppa del Mondo ad Atene. Nello stesso anno ottenne, inoltre, la medaglia di bronzo ai Campionati europei d'atletica di Göteborg ed il 2º posto alle Finali mondiali d'atletica. Nel maggio 2007 migliorò ancora, arrivando al record di 76,83 metri al Super Grand Prix di Doha. Terminò poi quarta sia ai Mondiali sia alle Finali mondiali d'atletica 2007.
Nel 2008, invece, non ebbe risultati degni di nota: il suo miglior lancio fu di 73,50, realizzato a giugno a Varsavia; inoltre concluse le Olimpiadi 2008 di Pechino all'ultimo posto.
Il 18 febbraio del 2009, a soli 26 anni, muore durante una sessione di allenamento in Portogallo, probabilmente a causa di un attacco cardiaco (secondo i medici sportivi) o di un'embolia polmonare (stando a quanto dichiarato dal principale medico della polizia polacca).

## Palmarès

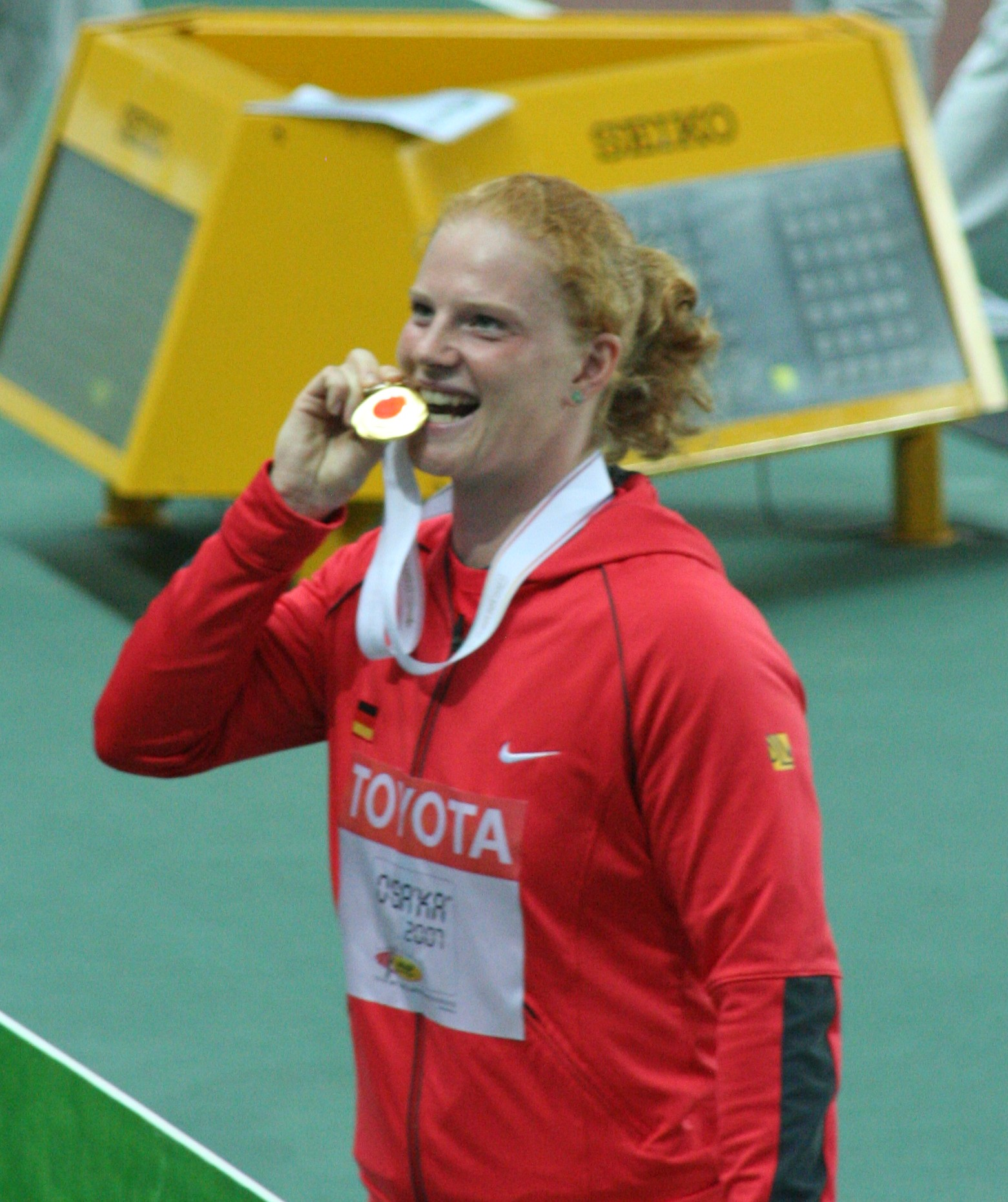
Betty Heidler festeggia il titolo mondiale vinto ad Osaka 2007.

| Anno | Manifestazione    | Sede              | Evento              | Risultato | Misura  | Note            |
| ---- | ----------------- | ----------------- | ------------------- | --------- | ------- | --------------- |
| 1997 | Europei juniores  | Lubiana           | Lancio del martello | Oro       | 59,72 m |                 |
| 1998 | Europei           | Budapest          | Lancio del martello | 7ª        | 62,68 m |                 |
| 1999 | Mondiali allievi  | Santiago          | Lancio del martello | Oro       | 63,94 m |                 |
| 1999 | Mondiali          | Siviglia          | Lancio del martello | 21ª       | 50,38 m |                 |
| 2000 | Giochi olimpici   | Sydney            | Lancio del martello | Oro       | 71,16 m | Record olimpico |
| 2000 | Mondiali juniores | Santiago          | Lancio del martello | 20ª       | 51,84 m |                 |
| 2001 | Mondiali          | Edmonton          | Lancio del martello | 4ª        | 68,05 m |                 |
| 2002 | Europei           | Monaco di Baviera | Lancio del martello | Argento   | 72,46 m |                 |
| 2003 | Europei under 23  | Bydgoszcz         | Lancio del martello | Oro       | 71,38 m |                 |
| 2003 | Mondiali          | Parigi            | Lancio del martello | 8ª        | 68,39 m |                 |
| 2004 | Giochi olimpici   | Atene             | Lancio del martello | 5ª        | 72,57 m |                 |
| 2005 | Mondiali          | Helsinki          | Lancio del martello | 7ª        | 68,96 m |                 |
| 2005 | Universiadi       | Smirne            | Lancio del martello | Oro       | 72,75 m |                 |
| 2006 | Europei           | Göteborg          | Lancio del martello | Bronzo    | 72,58 m |                 |
| 2007 | Mondiali          | Osaka             | Lancio del martello | 4ª        | 73,75 m |                 |
| 2008 | Giochi olimpici   | Pechino           | Lancio del martello | Finale    | nm      |                 |